# Gustav Basson
Gustav Basson (ur. 23 lutego 1996 w Nelspruit) – południowoafrykański kolarz szosowy.

## Osiągnięcia
Opracowano na podstawie:

2014
- 1. miejsce w mistrzostwach Południowej Afryki juniorów (jazda indywidualna na czas)

2015
- 3. miejsce w mistrzostwach Południowej Afryki U23 (jazda indywidualna na czas)
- 1. miejsce w igrzyskach afrykańskich (jazda drużynowa na czas)
- 1. miejsce w igrzyskach afrykańskich (jazda indywidualna na czas)

2018
- 3. miejsce w mistrzostwach Południowej Afryki U23 (start wspólny)
- 1. miejsce w Tour de Limpopo
  - 1. miejsce w klasyfikacji młodzieżowej
  - 1. miejsce na 1. i 3. (jazda drużynowa na czas) etapie

2019
- 1. miejsce na 2. etapie Tour of Good Hope
- 1. miejsce na 1. etapie Tour de Limpopo
- 1. miejsce w GP Al Massira
- 1. miejsce w Challenge International du Sahara Marocain
  - 1. miejsce w klasyfikacji punktowej
  - 1. miejsce na 3. etapie

2021
- 1. miejsce w mistrzostwach Afryki (jazda drużynowa na czas)
- 1. miejsce w mistrzostwach Afryki (mieszana jazda drużynowa na czas)
- 1. miejsce na 10. etapie Tour du Faso

2022
- 2. miejsce w mistrzostwach Afryki (jazda drużynowa na czas)
- 1. miejsce w mistrzostwach Afryki (jazda indywidualna na czas)
- 1. miejsce na 3. etapie Tour of Sakarya

## Rankingi
| Rok             | 2015 | 2016 | 2017 | 2018 | 2019 | 2020  | 2021 | 2022 | 2023  |
| --------------- | ---- | ---- | ---- | ---- | ---- | ----- | ---- | ---- | ----- |
| World Ranking   |      | -    | -    | 633. | 629. | 1480. | 648. | 295. | 1343. |
| UCI Africa Tour | 112. | -    | -    | 12.  | 29.  | 61.   | 23.  | 7.   | 75.   |
|                 |      |      |      |      |      |       |      |      |       |
| Źródło: UCI     |      |      |      |      |      |       |      |      |       |